# Finnkampen

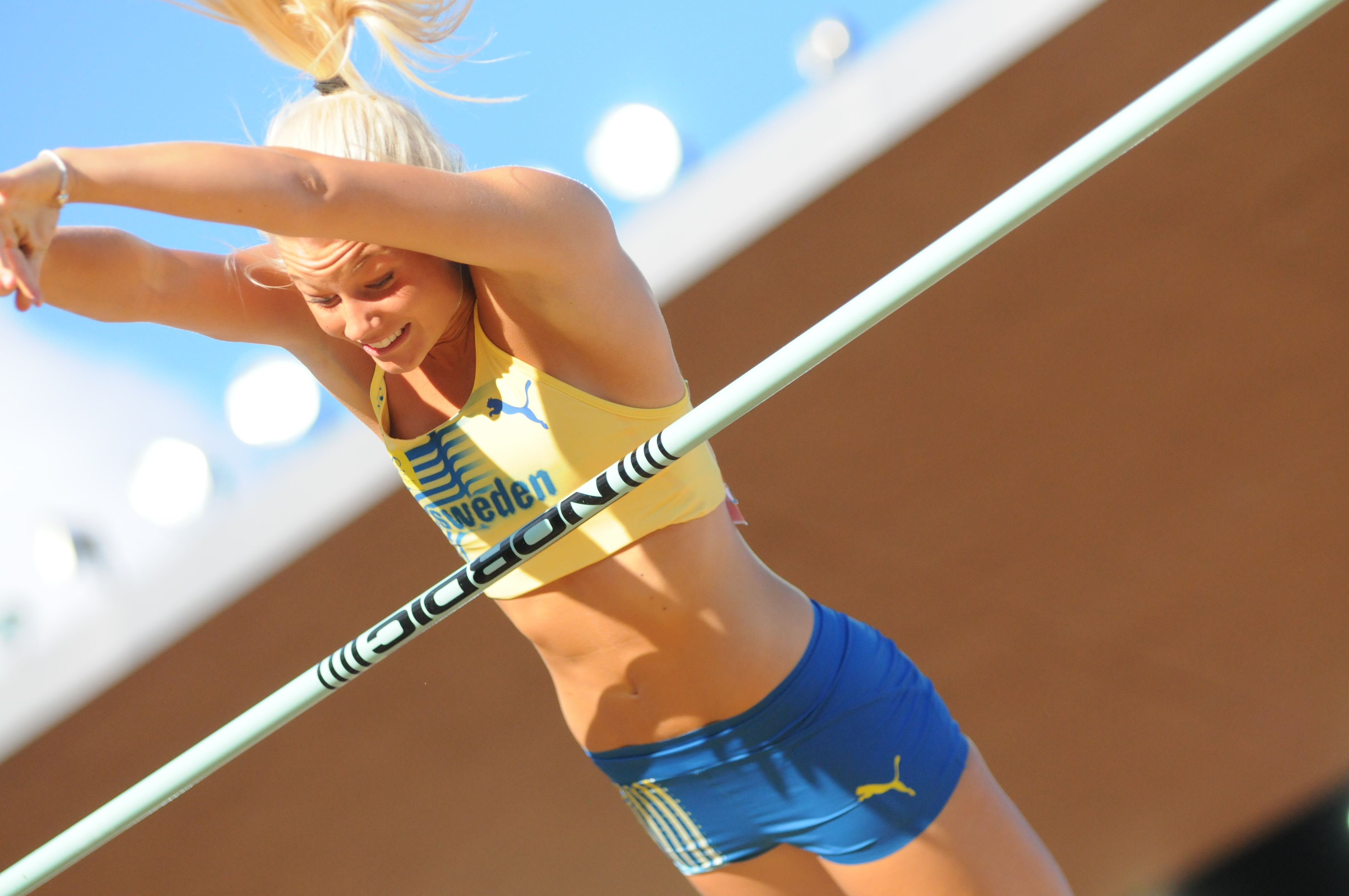
La perchiste suédoise Alissa Söderberg au Finnkampen de 2011.

Le Finnkampen, également connu sous les noms Sverigekampen ou Suomi-Ruotsi-maaottelu, est une compétition d'athlétisme entre la Finlande et la Suède organisée annuellement depuis 1925.

## Organisation
L'événement est organisé alternativement par chacune des deux nations. Une sélection des meilleures athlètes, masculins et féminins, de chacun des pays s'affrontent dans différentes disciplines. Le score de chacun des pays est égal à la somme des points accumulés par chacun de ses athlètes, un système de points étant attribué à chaque compétiteur suivant leur résultat. Le pays vainqueur est celui qui termine la compétition avec le score le plus élevé.

## Historique
L'organisation de la compétition a été interrompue à plusieurs reprises, parfois en raison des relations entre la Finlande et la Suède. La Finlande a décidé de ne plus participer à la compétition à partir de 1931, et ce pour une période de huit ans. La rencontre a également été suspendue durant la Seconde Guerre mondiale.
La compétition était à l'origine uniquement masculine. Elle est ouverte aux femmes à partir de 1953.

## Records de la compétition

### Hommes
| Épreuve           | Record              | Athlète                                                              | Nationalité | Date             | Réf.   |
| ----------------- | ------------------- | -------------------------------------------------------------------- | ----------- | ---------------- | ------ |
| 100 m             | 10 s 19 (- 1,7 m/s) | Peter Karlsson                                                       | Suède       | 23 août 1996     | [ 3 ]  |
| 200 m             | 20 s 47 (+ 0,1 m/s) | Johan Wissman                                                        | Suède       | 9 septembre 2007 | [ 4 ]  |
| 400 m             | 45 s 79             | Markku Kukkoaho                                                      | Finlande    | 1974             | [ 5 ]  |
| 800 m             | 1 min 44 s 5        | Pekka Vasala                                                         | Finlande    | 20 août 1972     | [ 6 ]  |
| 1 500 m           | 3 min 36 s 06       | Samuel Pihlström (en)                                                | Suède       | 9 septembre 2023 | [ 7 ]  |
| 5 000 m           | 13 min 29 s 26      | Andreas Almgren                                                      | Suède       | 2021             | [ 8 ]  |
| 10 000 m          | 28 min 04 s 86      | Martti Vainio                                                        | Finlande    | 1978             | [ 9 ]  |
| 110 m haies       | 13 s 44             | Robert Kronberg                                                      | Suède       | 2 septembre 2000 | [ 10 ] |
| 400 m haies       | 48 s 86             | Niklas Wallenlind                                                    | Suède       | 1992             | [ 11 ] |
| 3 000 m steeple   | 8 min 19 s 50       | Topi Raitanen                                                        | Finlande    | 30 août 2024     | [ 12 ] |
| Saut en hauteur   | 2,35 m              | Stefan Holm                                                          | Suède       | 4 septembre 2004 | [ 13 ] |
| Saut à la perche  | 6,00 m              | Armand Duplantis                                                     | Suède       | 24 août 2019     | [ 14 ] |
| Saut en longueur  | 8,41                | Tommi Evilä                                                          | Finlande    | 2007             | [ 15 ] |
| Triple saut       | 17,51 m             | Christian Olsson                                                     | Suède       | 5 septembre 2003 | [ 16 ] |
| Lancer du poids   | 20,86 m             | Reijo Ståhlberg                                                      | Finlande    | 12 août 1978     | [ 17 ] |
| Lancer du disque  | 69,42 m             | Daniel Ståhl                                                         | Suède       | 25 août 2019     | [ 18 ] |
| Lancer du javelot | 89,36 m             | Seppo Räty                                                           | Finlande    | 1991             | [ 19 ] |
| Lancer du marteau | 79,35 m             | Olli-Pekka Karjalainen                                               | Finlande    | 24 août 2002     | [ 20 ] |
| 4 × 100 m         | 39 s 14             | Eetu Rantala Otto Ahlfors Oskari Lehtonen Samuel Purola              | Finlande    | 31 août 2018     | [ 21 ] |
| 4 × 400 m         | 3 min 05 s 43       | Kasper Kadestål Marcus Tornée Carl Bengtström Nick Ekelund-Arenander | Suède       | 30 août 2024     | [ 22 ] |

### Femmes
| Épreuve           | Record              | Athlète                                                     | Nationalité | Date             | Réf.   |
| ----------------- | ------------------- | ----------------------------------------------------------- | ----------- | ---------------- | ------ |
| 100 m             | 11.27w (+ 2,4 m/s)  | Helinä Marjamaa                                             | Finlande    | 1984             | [ 24 ] |
| 200 m             | 22 s 81             | Julia Henriksson (en)                                       | Suède       | 30 août 2024     | [ 25 ] |
| 400 m             | 50 s 78             | Riitta Salin                                                | Finlande    | 1974             | [ 26 ] |
| 800 m             | 2 min 00 s 50       | Malin Ewerlöf                                               | Suède       | 30 août 1998     | [ 27 ] |
| 1 500 m           | 4 min 09 s 32       | Sara Lappalainen (en)                                       | Finlande    | 2 septembre 2023 | [ 28 ] |
| 5 000 m           | 15 min 14 s 09      | Sarah Lahti                                                 | Suède       | 2 septembre 2023 | [ 29 ] |
| 10 000 m          | 31 min 57 s 15      | Midde Hamrin (en)                                           | Suède       | 19 août 1990     | [ 30 ] |
| 100 m haies       | 12 s 80             | Susanna Kallur                                              | Suède       | 9 septembre 2007 | [ 31 ] |
| 400 m haies       | 54 s 58             | Ann-Louise Skoglund                                         | Suède       | 1986             | [ 32 ] |
| 3 000 m steeple   | 9 min 33 s 25       | Emilia Lillemo                                              | Suède       | 2 septembre 2023 | [ 33 ] |
| Saut en hauteur   | 2,01 m              | Kajsa Bergqvist                                             | Suède       | 24 août 2002     | [ 34 ] |
| Saut à la perche  | 4,73 m              | Angelica Bengtsson                                          | Suède       | 5 septembre 2020 | [ 35 ] |
| Saut en longueur  | 6,95w m (+ 3,2 m/s) | Erica Johansson                                             | Suède       | 1999             | [ 36 ] |
| Triple saut       | 14,34 m             | Heli Koivula                                                | Finlande    | 24 août 2002     | [ 37 ] |
| Lancer du poids   | 18,65 m             | Fanny Roos                                                  | Suède       | 4 septembre 2021 | [ 38 ] |
| Lancer du disque  | 63,46 m             | Vanessa Kamga (en)                                          | Suède       | 30 août 2024     | [ 39 ] |
| Lancer du javelot | 63,56 m             | Paula Tarvainen (en)                                        | Finlande    | 25 août 2006     | [ 40 ] |
| Lancer du marteau | 74,85 m             | Krista Tervo                                                | Finlande    | 30 août 2024     | [ 41 ] |
| 4 × 100 m         | 43 s 61             | Emma Rienas (en) Carolina Klüft Jenny Kallur Susanna Kallur | Suède       | 27 août 2005     | [ 42 ] |
| 4 × 400 m         | 3 min 32 s 02       | Veera Mattila (en) Aino Pulkkinen Mette Baas Milja Thureson | Finlande    | 30 août 2024     | [ 43 ] |